# سلسلة العالم لكرة القاعدة 2016
سلسلة العالم لكرة القاعدة 2016 (بالإنجليزية: 2016 World Series)‏ هو الموسم 112 من  سلسلة العالم. أقيم خلال الفترة 25 أكتوبر 2016 وحتى 2 نوفمبر 2016، وأشرف على تنظيمه دوري كرة القاعدة الرئيسي، وفاز فيه شيكاغو كابز بعد أن فاز بـ 4 مباراة.

## نتائج الموسم
| المركز | فريق             | لعب | ف | ت | خ | له | عليه | ف.أ | نقاط | ملاحظة |
| ------ | ---------------- | --- | - | - | - | -- | ---- | --- | ---- | ------ |
|        | كليفلاند إنديانز |     | 3 |   |   |    |      |     |      |        |
|        | شيكاغو كابز      |     | 4 |   |   |    |      |     |      |        |

## روابط خارجية
- سلسلة العالم لكرة القاعدة 2016 على موقع IMDb (الإنجليزية)
- سلسلة العالم لكرة القاعدة 2016 على موقع قاعدة بيانات الفيلم (الإنجليزية)
- سلسلة العالم لكرة القاعدة 2016 على موقع ليتربوكسد (الإنجليزية)